# The Adventures of Ghosthorse and Stillborn
The Adventures of Ghosthorse and Stillborn (Las aventuras del caballo fantasma y el no nacido) es el tercer álbum de estudio de CocoRosie, publicado el 10 de abril de 2007. Además, es el último álbum de la banda publicado bajo la discográfica Touch and Go Records.
Es ampliamente considerado como la obra maestra de la banda, y marcó un punto de inflexión en su estilo de composición y producción.

## Grabación y composición
CocoRosie hizo sus grabaciones preliminares para el álbum en un granero en el sur de Francia, que se convirtieó en un estudio improvisado. Los ecos que crujen y los sonidos de aquel viejo granero de madera dan una sensación de otro mundo al álbum. Durante horario, el dúo encontró inspiración de su entorno: los sonidos distantes de los animales y el zumbido de la noche en antiguo dictáfono. En una entrevista con Electronic Musician en 2007, Bianca comentó: "Siento que la atmósfera añadió un montón de canciones, un montón de cosas que no podía hacer en un estudio adecuado. Era importante para el proceso creativo y así llevarlo a cabo en este espacio".
El beatboxing que aparece en las canciones "Promise" y "Rainbowarriors" fue proporcionado por los raperos franceses Baso y Tez, que anteriormente, habían colaborado en su pasado Noah's Ark en 2005. La grabación y mezcla adicional se realizó con la ayuda de Valgeir Sigurdsson, el productor islandés famoso por sus colaboracionesla cantante Björk.

### Estilo musical y letras

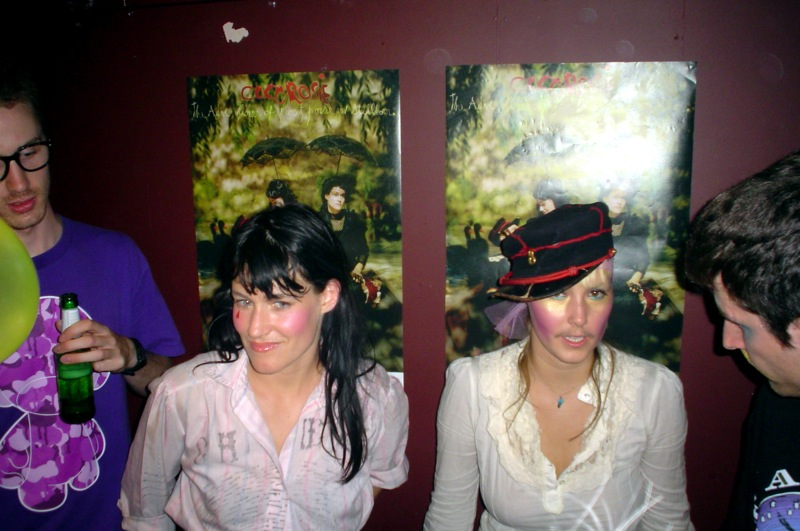
De izquierda a derecha, Sierra y Bianca durante una firma de autógrafos de su nuevo álbum en 2007

Gran inocencia y la estética infantil de CocoRosie, convierte el tema del álbum, a menudo oscuro. En la canción "Werewolf", las hermanas cuentan la historia de su padre, cantando, "Es un portador de magia negra, algunos dicen que un brujo", pero muestran su determinación de seguir adelante a pesar del dolor.
Las pistas de "Sunshine" y "Bloody Twins" parecen hablar de los recuerdos de las hermanas de la infancia, pintando cuadros de relaciones fallidas con sus compañeros, junto con breves destellos de conexión humana. Muchas canciones en el álbum hablan de tragedias pasadas. La canción "Raphael" muestra el lado oscuro de la sexualidad adolescente con la historia de un jugador adolescente que conoce todos los movimientos correctos, pero solo puede dañar aún más su alma ya destrozada. La canción termina con la repetición de dolor de la frase "No hablo pero puedo oírte". Cerca del final del álbum, la canción "Miracle" hace referencia a lo que las hermanas creen que es la idea poco realista de un niño y una niña de permanecer juntos para siempre.
Aunque la mayoría de las canciones del álbum recuerdan una infancia compartida y se deleitan con un renovado sentido de uno mismo, la canción "Japan" hace un comentario más amplio en el mundo, con líneas como «Todo el mundo quiere ir a Irak, pero una vez que van, no regresan». Otra pista que se destaca del resto es "Girl and The Geese", una pista a palabra hablada que cuenta la historia de una niña que descubrió que podía hablar con los gansos, porque "una vez fueron humanos como ella". A primera vista, la historia puede no parecer que tienen un significado, pero en realidad, es una representación vívida de cómo las hermanas Casady ven el mundo alrededor de ellos de una manera personal y mágica.
En la canción "Animals", Sierra revela el dolor que acompaña a su amor por la naturaleza. Esta canción habla sobre una mujer que se dedica a la prostitución, que no tiene cómo vivir y la muerte del hermano de aquella mujer.

### Portada del álbum
El arte de la portada para el álbum fue hecho por Pierre et Gilles, un dúo francés dedicado al arte. Al igual que CocoRosie, el homo-erotismo, la religión, el glamur y los mitos y leyendas, son temas recurrentes en la obra de Pierre et Gilles. La fotografía de la portada de The Adventures of Ghosthorse and Stillborn muestra a Sierra en vestido victoriano con Bianca arrodillado a su propio lado, vestido como un soldado.
Bianca no es ajena a vestirse de hombre. Ella regularmente utiliza bigotes y aparece vestido como un hombre en varios videos musicales, como lo hizo en "Rainbowarriors". En una entrevista con After Ellen en 2008, Bianca expresó su sorpresa y placer al no ser criticado por su interpretación de género, diciendo: "Me parece interesante que como artista "femenina" en este tiempo, puedo ir en la fricción completa en forma regular y en realidad nadie avisa ni anuncia, donde como un artista como Antony (de Antony and the Johnsons) fue destrozado por su transexualidad en todas grandes artículos escritos sobre él."

## Promoción
A pesar de que no lanzaron un sencillo oficial de su álbum, decidieron realizar un video de la canción "Rainbowarriors", para promocionar el álbum.
El 4 de mayo de 2007, da inicio el tour como promoción a "The Adventures of Ghosthorse and Stillborn" en la ciudad de Seattle, Washington. Las hermanas visitaron distintos países como Estados Unidos, Francia, Bélgica, Suiza, Dinamarca y Polonia. El tour terminó el 4 de octubre de 2008 en la ciudad de San Francisco, California en Estados Unidos. Esta gira, resaltó por las canciones interpretadas no conocidas y nunca lanzadas, así como los diversos intérpretes invitados.

## Listado de canciones
- Todas las canciones fueron escritas y producidas por Bianca y Sierra Casady

| N.º | Título               | Duración |  |
| 1.  | «Rainbowarriors»     | 3:55     |  |
| 2.  | «Promise»            | 3:37     |  |
| 3.  | «Bloody Twins»       | 1:37     |  |
| 4.  | «Japan»              | 5:02     |  |
| 5.  | «Sunshine»           | 2:58     |  |
| 6.  | «Black Poppies»      | 2:37     |  |
| 7.  | «Werewolf»           | 4:50     |  |
| 8.  | «Animals»            | 6:02     |  |
| 9.  | «Houses»             | 2:52     |  |
| 10. | «Raphael»            | 2:48     |  |
| 11. | «Girl and The Geese» | 0:46     |  |
| 12. | «Miracle»            | 3:35     |  |

- Edición UK (Bonus track)

| Edición UK |                                                      |          |  |
| N.º        | Título                                               | Duración |  |
| 13.        | «Childhood» (Aparece como hidden track en "Miracle") | 5:02     |  |

## Posicionamiento
| Listas                  | Posición |
| ----------------------- | -------- |
| French Albums Chart     | 21       |
| Swiss Music Charts      | 84       |
| Dutch Music Charts      | 49       |
| European Top 100 Albums | 81       |